# 圣于连德孔塞勒
圣于连德孔塞勒（法語：Saint-Julien-de-Concelles，法語發音：[sɛ̃ ʒyljɛ̃ də kɔ̃sɛl] ⓘ）是法国大西洋卢瓦尔省的一个市镇，位于该省中部，属于南特区。

## 地名
法语人名“Julien”在日常人名译名以及《世界人名翻譯大辭典》、《法语姓名译名手册》等主流人名译名类书籍资料中译作“朱利安”，不过在《世界地名翻译大辞典》、《世界地名译名词典》和《法国地图册》等主流地名译名类书籍资料中译作“于连”。

## 地理
圣于连德孔塞勒（47°15'12"N, 1°23'8"W）面积31.74 平方千米，位于法国卢瓦尔河地区大区大西洋卢瓦尔省，该省份为法国西北部沿海省份，位于布列塔尼半岛东南部，北起伊勒-维莱讷省，西北接莫尔比昂省，西临大西洋，南至旺代省，东临曼恩-卢瓦尔省。
与圣于连德孔塞勒接壤的市镇（或旧市镇、城区）包括：卢瓦尔河畔莫沃、下古莱讷、卢瓦尔河畔迪瓦特、上古莱讷、勒洛鲁博特罗、卢瓦尔河畔圣吕斯、卢瓦尔河畔图阿雷。
圣于连德孔塞勒的时区为UTC+01:00、UTC+02:00（夏令时）。

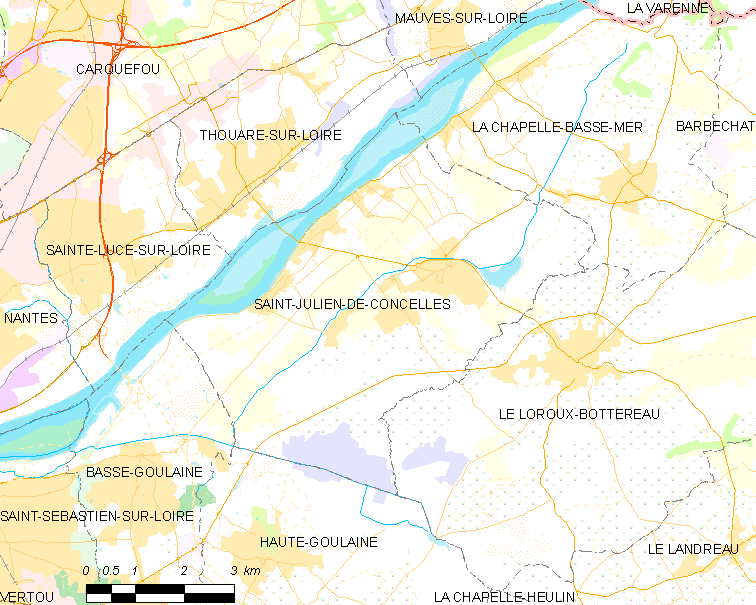
圣于连德孔塞勒的OSM定位图

## 行政
圣于连德孔塞勒的邮政编码为44450，INSEE市镇编码为44169。

## 政治
圣于连德孔塞勒所属的省级选区为瓦莱特县。

## 人口

1962-2008年间圣于连德孔塞勒人口变化图示

圣于连德孔塞勒于2022年1月1日时的人口数量为7768人。